# Voyage à Gaza
Pour plus de détails, voir Fiche technique et Distribution.
Voyage à Gaza est un film documentaire franco-italien réalisé par Piero Usberti, sorti en 2024.

## Synopsis
Le documentaire trouve son origine dans un voyage du réalisateur Piero Usberti à Gaza, en Palestine, en 2018. Il y suit avec sa caméra différents jeunes de son âge dont il souligne la singularité.

## Fiche technique
- Titre : Voyage à Gaza
- Réalisation, scénario et montage : Piero Usberti
- Pays d’origine :  France, Italie
- Date de tournage : 2018
- Genre : documentaire
- Durée : 67 minutes
- Date de sortie : France : 6 novembre 2024

## Distinctions
Le film reçoit en 2024 la mention spéciale du Cnap Award au festival Cinéma du réel.

## Réception critique
La presse salue globalement un film d'une rare et subtile beauté, de par sa justesse et sa dignité, captant avec douceur et nostalgie la résilience d’un quotidien enclavé, offrant une archive tragique et lumineuse de Gaza. Le journal L'Humanité salue la grande "maîtrise formelle" derrière l'apparence apparemment approximative d'un "saisissant journal cinématographique" rappelant les films de voyage.